# Jessica Szohr

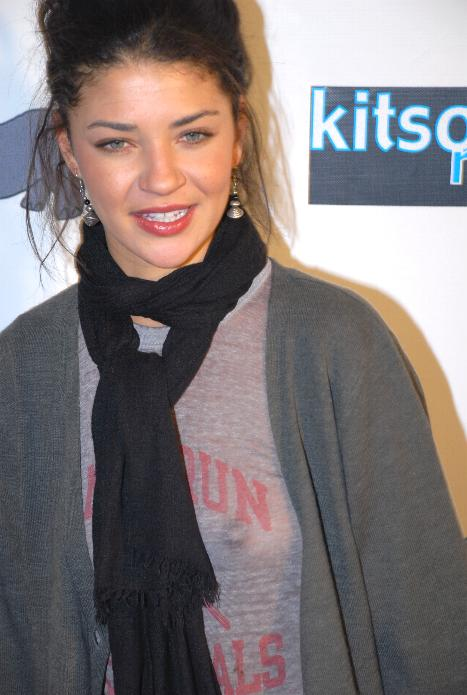
Jessica Szohr (2007)

Jessica Karen Szohr (ur. 31 marca 1985 w Menomonee Falls) – amerykańska modelka i aktorka, która grała m.in. w serialach Plotkara, Uwikłany i Shameless – Niepokorni.

## Życiorys
Szohr urodziła się w Menomonee Falls, w stanie Wisconsin. Ma węgierskie i afroamerykańskie korzenie. W wieku 17 lat zaczęła pracować dla amerykańskiego domu towarowego Kohl’s jako modelka. Ukończyła Menomonee Falls High School.

## Filmografia

### Filmy
| Rok  | Tytuł                         | Rola           | Notki    |
| ---- | ----------------------------- | -------------- | -------- |
| 2005 | Czytelnia                     | Dayva          | film TV  |
| 2006 | House at the End of the Drive | Krista         |          |
| 2007 | Somebody Help Me              | Nicole         | film DVD |
| 2009 | Ale czad!                     | Kara           | cameo    |
| 2010 | Pirania 3D                    | Kelly Driscoll |          |
| 2011 | Gry małżeńskie                | Shelby         |          |
| 2011 | Hirokin                       | Orange         |          |
| 2011 | Art Machine                   | Cassandra Moon |          |
| 2011 | Jak ona to robi?              | Paula          |          |
| 2011 | Tower Heist: Zemsta cieciów   | Sasha Gibbs    |          |
| 2012 | Love Bite                     | Juliana        |          |
| 2012 | Light Years                   | Lita           |          |
| 2012 | Hirokin                       | Orange         |          |
| 2012 | Owned                         | Kathleen       |          |
| 2013 | Pawn                          | Bonnie         |          |
| 2013 | Stażyści                      | Marielena      |          |
| 2013 | Brightest Star                | Lita Markovic  |          |
| 2014 | House at the End of the Drive | Krista         |          |
| 2014 | Lucky in Love                 | Mira Simon     | film TV  |
| 2014 | 10 Cent Pistol                | Chelsea        |          |
| 2014 | Romans na dwie noce           | Faiza          |          |
| 2015 | Club Life                     | Tanya          |          |
| 2015 | Ted 2                         | Allison        |          |

### Seriale
| Rok        | Tytuł                         | Rola             | Notki                                 |
| ---------- | ----------------------------- | ---------------- | ------------------------------------- |
| 2003       | On, ona i dzieciaki           | Dee-Jay          | odcinek: „Not So Hostile takeover"    |
| 2004       | Siostrzyczki                  | Liz              | odcinek: „Lunar Eclipse of the Heart" |
| 2004       | Drake i Josh                  |                  | odcinek: „Two Idiots and a Baby"      |
| 2004       | Joan z Arkadii                | Nikki            | odcinek: „Double Dutch"               |
| 2005       | Świat Raven                   | Jordash Hiltoper | odcinek: „The Big Buzz"               |
| 2007       | CSI: Kryminalne zagadki Miami | Samantha Barrish | 3 odcinki                             |
| 2007       | Czas na Briana                | Laura            | 6 odcinków                            |
| 2007– 2011 | Plotkara                      | Vanessa Abrams   | gł. obsada, 83. odc.                  |
| 2013       | Męska robota                  | Jenny            | 1 odc.                                |
| 2015       | Uwikłany                      | Gretchen Polk    | gł. obsada; 10 odc.                   |
| 2015       | Kingdom                       | Laura Melvin     | 5 odc.                                |
| 2015       | CSI: Cyber                    | Carmen Lopez     | 1 odc.                                |
| 2017       | Twin Peaks                    | Renee            | 3 odc.                                |
| 2017–18    | Shameless – Niepokorni        | Nessa            | 11 odc.                               |